# Jürgen Kloth (Schauspieler)
Jürgen Kloth (* 1940 in Hamburg; † 2019 in Berlin) war ein deutscher Film- und Theaterschauspieler, Hörspielsprecher und Regisseur.

## Wirken
Kloth besuchte die Staatliche Hochschule für Musik und darstellende Kunst Hamburg und wirkte ab den 1960er-Jahren in einer Reihe von Fernsehfilmen und TV-Adaptionen von Theaterstücken mit. Sein Debüt hatte er in Gustaf Gründgens’ Don Gil von den grünen Hosen. In den folgenden Jahren arbeitete er mit Regisseuren wie Harald Benesch, Ludwig Cremer, Alfons Lipp, Peter Palitzsch, Rainer-Werner Fassbinder,  Fritz Umgelter und Franz Peter Wirth zusammen. 1975 hatte er eine Nebenrolle in der Tatort-Folge Wodka Bitter-Lemon.  Er wirkte auch bis in die 2000er-Jahre  in mehreren Fernsehserien mit wie Vorsicht Falle!, Die Wache, Alles Atze, CityExpress, Der Clown, Stadtklinik und Verbotene Liebe. Seine letzten Rollen hatte er in dem Kurzfilm Die Kneipe (2006) von Andrzej Krol und Gabriel Gauchet sowie als Obdachloser in der Fernsehserie Angie (2008).
Daneben hatte er Engagements an mehreren Theaterbühnen, etwa am Staatstheater am Gärtnerplatz in Luzern oder in Wuppertal. Als Regisseur inszenierte er Amphitryon in Konstanz. und Theaterhof Priessenthal. Ferner arbeitete er als Oberspielleiter am Theater der Stadt Trier.

## Filmografie (Auswahl)
- 1964: Don Gil von den grünen Hosen (Regie: Gustaf Gründgens, Hermann Wenninger)
- 1965: Die Komödie vom Reineke Fuchs (Regie: Alfons Lipp)
- 1966: Die zwei Herren aus Verona (Regie: Harald Benesch)
- 1967: Der Prozeß der Jeanne D’Arc zu Rouen 1431 (Regie: Peter Palitzsch)
- 1969: Marija (Regie: Peter Palitzsch)
- 1969: Im Auftrag der schwarzen Front  (Regie: Ludwig Cremer)
- 1969: Heinrich VI. – Der Krieg der Rosen 1. Teil (Regie: Heribert Wenk, Peter Palitzsch)
- 1969: Leben und leben lassen (Regie: Peter Palitzsch)
- 1969: Der Tanz des Sergeanten Musgrave (Regie: Fritz Umgelter)
- 1970: Durch die Wolken (Regie: Hermann Wenninger, Hanskarl Zeisler)
- 1970: Vorsicht, Falle! (Fernsehserie)
- 1972: Autos (Regie: Heinz Schirk)
- 1973: Das gefährliche Leben (Regie: Thomas Land)
- 1974: Der zerbrochene Krug (Regie: Franz Peter Wirth)
- 1974: Plus minus null (Regie: Franz Peter Wirth)
- 1975: Tatort: Wodka Bitter-Lemon
- 1978: Skyline (Regie: Volker Landsberg)
- 1998: Stadtklinik (Fernsehserie)
- 1999: Die Wache (Fernsehserie)
- 1999: CityExpress (Fernsehserie)
- 1999: Verbotene Liebe (Fernsehserie)
- 2000: Der Clown (Fernsehserie)
- 2002: Die Frau die an Dr. Fabian zweifelte (Regie: Andi Rogenhagen)
- 2002: Die Sitte (Fernsehserie)
- 2003: SK Kölsch (Fernsehserie)
- 2004: Alles Atze (Fernsehserie)
- 2006: Die Anrheiner(Fernsehserie)
- 2007: Angie (Fernsehserie)
- 2008: Die Krupps (Fernsehfilm)

## Hörspiele (Auswahl)
- 1967: Alex Atkinson: Kreuzweg – Regie: Imo Wilimzig
- 1968: Youri: Lügen – Regie: Andreas Weber-Schäfer
- 1968: Henry Kane: Aus Studio 13: Ein Fall für Peter Chambers – Regie: Otto Kurth
- 1968: Willy Purucker: Der Moloch oder Die wundersame Seereise des Charles Littledop. Funkerzählung – Regie: Imo Wilimzig
- 1968: Jochen Ziem: Nachrichten aus der Provinz – Regie: Hans Bernd Müller
- 1973: Manfred Bieler: Der Kommandant – Regie: Bodhan Denk
- 1973: Elmar Podlech: Sechs Kapitel aus dem revolutionären Leben des Richard Wagner – Regie: Jörg Franz
- 1973: Sylvia Hoffman: Blutbad – Regie: Christian Gebert
- 1973: Gerhard Zwerenz: Vibrationen oder wie sich Witwen und Waisen vervielfachen lassen – Regie: Mathias Neumann
- 1973: Karl Richard Tschon: Ein Königreich für ein Herz – Regie: Andreas Weber-Schäfer
- 1975: Helga M. Novak: Pfänderspiele – Regie: Horst H. Vollmer
- 1998: Robert M. Eversz: Einer schießt den Vogel ab – Regie: Annette Kurth
- 1998: Nikolai von Michalewsky: Waschküche – Regie: Thomas Leutzbach
- 2002: Horst Hussel: Musik aus Gägelow. Die Tagebuchaufzeichnungen des Komponisten Albrecht Kasimir Bölckow – Regie: Ulrich Gerhardt
- 2002: Hans Werner Kettenbach: Zimmer am Bahnhof – Regie: Frank-Erich Hübner
- 2008: Dunja Arnaszus: Zeppelini – Regie: Ulrich Gerhardt
- 2009: Aharon Appelfeld: Badenheim – Bearbeitung und Regie: Annette Berger